# 奥道後交通
奥道後交通株式会社（おくどうごこうつう）は、愛媛県松山市に本社を置く企業。バス・タクシー事業と旅行業を営んできたが、2021年に廃業した。法人格は存続しているが、事業は行っていない。

## 概要

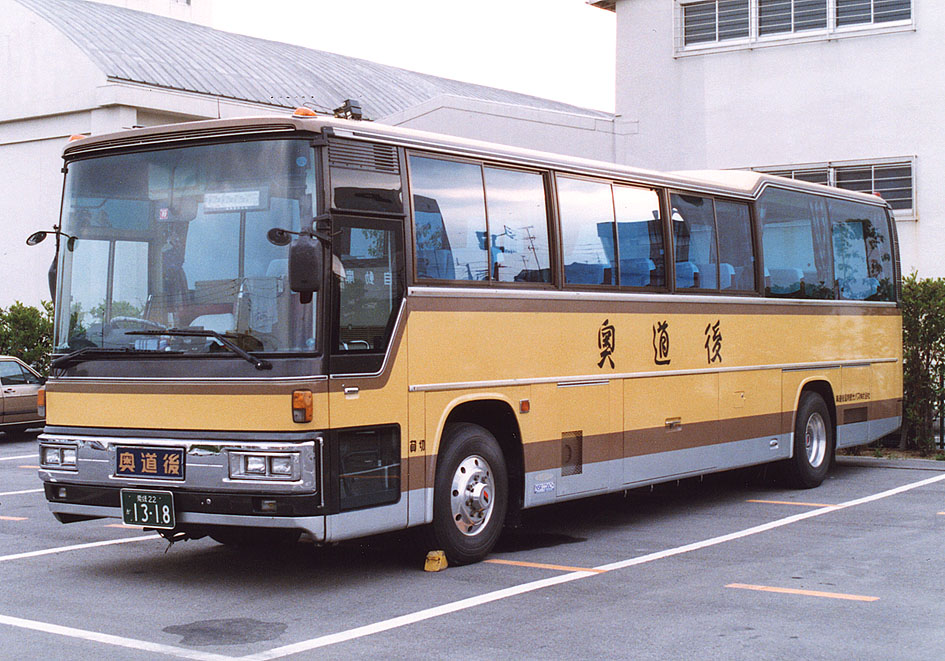
奥道後温泉観光バスの車両
P-RA52T（西工58MC C-II車体架装）

前身は奥道後温泉観光バス。1963年の「ホテル奥道後」開業に合わせ、来島どっくが設立した。かつては、JR松山駅や松山空港などと結ぶ路線バスも運行していた。
2004年3月に、奥道後温泉観光バスのタクシー・バス事業の一部を経営する新会社として奥道後交通株式会社を設立。
会社設立以来、バス・タクシー事業を営んできたが、規制緩和による新規事業者の参入による売上減少に加え、コロナ禍が追い討ちをかけ、2021年3月末をもって貸切バス事業・旅行業を廃業した。タクシー事業については松山市内の事業者に譲渡し、会社自体はそのまま存続させ新たな事業を検討するとした。

## 沿革
- 2004年 - 奥道後温泉観光バスのタクシー事業・貸切バス事業の一部を継承し、奥道後交通株式会社を設立。
- 2015年7月 - 伊予市からの委託を受け、コミュニティバスの試験運行を開始[2]。
- 2020年10月 - バス運転手からアルコールが検知されたにもかかわらず「無し」と記録した上、バスを運転させたなどとして、四国運輸局からバス13台延べ320日間の使用停止などの行政処分を受ける。
- 2021年3月 - 一般貸切旅客自動車運送事業（貸切バス事業）を廃止。旅行業を廃業[1]。

## 営業所
- 本社 - 愛媛県松山市末町乙52番地

## 関連会社
- 奥道後温泉観光バス